# Del brazo y por la calle (película mexicana)
Del brazo y por la calle es una película mexicana de 1956 dirigida por Juan Bustillo Oro. La historia del filme se ubica en un lugar pobre de la ciudad, en donde María y Alberto no son precisamente uno de sus comunes habitantes; sin embargo, por su condición económica o por las circunstancias, se han constituido en huéspedes de un submundo que constantemente les recordará que no pertenecen a él, pero que no hará nada por expulsarlos, porque parece sentirse a gusto siendo el escenario de ese enfrentamiento de castas que le permita llamar la atención al resto del mundo y ver si así alguien hace algo para contrarrestar las injusticias sociales que provoca la pobreza y la exclusión.

## Sinopsis
María (Marga López) se ha casado con el pintor pobre Alberto (Manolo Fábregas) contra la voluntad de la acomodada familia de ella. Alberto ha dejado la pintura. Ambos viven en un muy humilde departamento junto a la vía del tren.
La mujer enfurece cuando Alberto, despechado, tira el dinero con que él la ha invitado a un restaurante al que ella, mal vestida, no ha querido entrar. La pareja se ama, pero discute de continuo. Alberto sale a trabajar una noche contra el deseo de su esposa y ella acepta la invitación de una vecina alcahueta a una fiesta. Ahí, María se emborracha; un tipo la lleva a la cama y le deja dinero al irse.
Al no hallarla, de regreso, el marido va a buscarla a casa de la familia de ella quien está a punto de lanzarse al paso del tren. En casa, llorando y con el vestido roto, ella le confiesa todo a Alberto. Él la abofetea, pero acaba besándola con pasión.
Ya de día, Alberto propone a María, matarse juntos. Sin embargo, la pareja hace un recuento de la historia de su relación y resuelven seguir juntos y confiados en Dios.

## Temas
Son bien conocidas las características del denominado cine de oro mexicano, muy popular en Latinoamérica y en otras partes del mundo, especialmente en las décadas de 1940 y 1950. La comedia, el musical y el drama eran su esencia, sobre todo este último por haber enfocado de manera efectiva aspectos relacionados con la pobreza y con la situación indígena mexicana.
Pero esta gran etapa del cine azteca nos sorprendió también con proyectos originales que rayaban lo experimental. Es el caso de Del brazo y por la calle, filme que solo cuenta con tres protagonistas: Marga López (María), Manolo Fábregas (Alberto) y la Ciudad de México.
La cinta no hace más que invitar al espectador a sumergirse en la entrañas de una enorme ciudad con el fin de espiar la relación de una de tantas parejas existentes. ¿Qué es lo llamativo de esta pareja? Que ella fue una mujer muy rica y lo dejó todo por el hombre que amaba, un artista estancado en sus ideales y en la penuria.
La cámara no se intimida en seguirlos hasta su propio cuartucho y desvelar en detalle la miseria en la que viven, siendo partícipe de las charlas íntimas que mantienen constantemente y que mutan con facilidad del diálogo cariñoso al reproche y a la discusión ofensiva. Se nota que ambos tratan de mantener con entereza esa lucha cotidiana por construir su porvenir, dándose ánimo mutuamente para seguir adelante, pero con un optimismo engañoso que doblega fácilmente hacia el pesimismo, porque en todo prevalece la condición precaria en la que viven.
Los sonidos comunes de una ciudad de la época se convierten aquí en momentos infernales que harán descomponerse anímicamente a María, pues en sus ratos de calma y resignación, emergerán de la nada el pito de un tren, la sierra de una carpintería y el goteo de un grifo para provocarle una claustrofobia interna que la hará estallar en desesperación.
Del brazo y por la calle debe ser la única o una de las pocas veces en que en los créditos iniciales de un filme se coloca como protagonista principal a una ciudad, en este caso a México. Se pensaría en un inicio que la película va a destacar a los tradicionales personajes, símbolos o paisajes aztecas, pero no es así.
La Ciudad de México juega otro tipo de papel en la trama de la película, pues la dota de una composición estética especial y se constituye en ese lugar en donde nace, crece y se consolida la afectación psicológica de los personajes. La urbe pasa a ser la protagonista porque es el entorno en donde se enmarca el contraste de clases sociales, de ideologías, de comportamientos culturales o costumbristas; y, además, porque es ese espacio vacío, aunque esté lleno de gente, el que provoca la mayor soledad que pueda sentir una persona, ya que le permite compararse con otros y sentir que no significa nada para el resto.
La historia del filme se ubica en un lugar pobre de la ciudad, en donde María y Alberto no son precisamente uno de sus comunes habitantes; sin embargo, por su condición económica o por las circunstancias, se han constituido en huéspedes de un submundo que constantemente les recordará que no pertenecen a él, pero que no hará nada por expulsarlos, porque parece sentirse a gusto siendo el escenario de ese enfrentamiento de castas que le permita llamar la atención al resto del mundo y ver si así alguien hace algo para contrarrestar las injusticias sociales que provocan la pobreza y la exclusión.
Por otra parte, vale destacar dentro del filme un buen logro en la composición de imágenes de ese excelente fotógrafo mexicano que fue Ezequiel Carrasco, quien reflejó en encuadres y tonalidades del blanco y negro los sentimientos de los dos protagonistas, llegando a una de sus cimas iconográficas cuando uno de los actores busca en la noche y en la ciudad desesperadamente la alternativa del suicidio, y el otro deambula por los mismos sitios desesperanzado y buscando una respuesta que dentro de sí ya no la puede encontrar.